# Plohophorus
Il plooforo (gen. Plohophorus) è un mammifero cingolato estinto, appartenente ai gliptodonti. Visse tra il Miocene superiore e il Pliocene superiore (circa 8 - 3 milioni di anni fa) e i suoi resti fossili sono stati ritrovati in Sudamerica.

## Descrizione
Come tutti i gliptodonti, anche questo animale era dotato di un grande carapace formato da numerosissimi osteodermi fusi fra loro, che andava a coprire la maggior parte del corpo. Plohophorus era piuttosto simile a un altro gliptodonte miocenico, Phlyctaenopyga, soprattutto nell'avere un cranio piuttosto largo e basso. L'ornamentazione del "tubo" osseo a protezione della coda, tuttavia, era molto semplificata: le figure periferiche erano parzialmente regredite e soprattutto erano marcate nella parte distale; in questo modo le figure centrali di forma ovale erano contigue le une alle altre e lasciavano spazio solo ad alcune aree triangolari tra l'una e l'altra. 

## Classificazione
Il genere Plohophorus venne descritto per la prima volta nel 1887 da Florentino Ameghino, sulla base di resti fossili ritrovati in terreni del Miocene superiore dell'Argentina. La specie tipo è Plohophorus figuratus, e a questo genere sono state in seguito attribuite numerose altre specie vissute tra il Miocene superiore e il Pliocene inferiore, come P. paranensis, P. sygmaturus, P. cuneiformis, P. coronatus, P. ameghini, P. araucanus, P. australis, P. orientalis; secondo la revisione più recente del genere Plohophorus, tuttavia, solo le prime quattro sono da considerare valide (Castellanos, 1940). Nel 2011 è stata poi descritta una specie del Pliocene superiore dell'Argentina, P. barrancalobensis.
Plohophorus è un tipico gliptodonte piuttosto derivato, rappresentante degli Hoplophorini; il nome è un anagramma di Hoplophorus, un altro genere simile, ma successivo.